# 郑山乡
郑山乡，是中华人民共和国四川省广安市广安区曾经下辖的一个乡。2019年12月，撤销郑山乡，将其所属行政区域划归井河镇管辖。

## 行政区划
郑山乡撤销前下辖以下地区：
蓬来村、五丰村、付家村、民集村、金竹村、万峰村、合同村、火峰村、文峰村、关心村、双埝村和长生村。